# 德隆乡 (那坡县)
德隆乡，是中华人民共和国广西壮族自治区百色市那坡县下辖的一个乡镇级行政单位。

## 行政区划
德隆乡下辖以下地区：
德隆村、德旺村、三章村、德康村、那造村、昂屯村、德乐村、念头村、德孚村、平达村、团结村、文华村和德标村。